# Depresiunea Petroșani
Depresiunea Petroșani este o depresiune din județul Hunedoara, Transilvania, România. 
Depresiunea Petroșani este situată pe Valea Jiului, între Munții Retezat și Munții Sebeș la nord, Munții Vâlcan și Parâng la sud, la est de localitatea Câmpa iar la vest de Câmpu lui Neag.
Depresiunea este de origine tectonică, formată în paleogen, cu o umplutură de mai multe vârste (paleogen, neogen, cuaternar), iar sub aspect morfologic, marginea depresiunii este foarte fragmentată de văi adânci și înguste. Depresiunea are o formă triunghiulară și este străbătută de Jiul de Vest, traversată de Jiul de Est și comunică doar prin două locuri cu celelalte zone ale țării, prin defileul Jiului și prin pasul Bănița-Merișor, drept pentru care este considerată cea mai închisă depresiune din țară.